# Nerodia rhombifer
La culebra de agua de diamantes (Nerodia rhombifer) es una especie de serpiente que pertenece al género Nerodia. Es nativo de Estados Unidos, México, así como Guatemala y Belice. Es una especie semiacuática que vive en una gran variedad de hábitats, incluyendo las riberas de lagos y lagunas, estanques, pantanos, y  canales. Su rango altitudinal oscila entre 0 y 745 m s. n. m..

## Subespecies
Se reconocen las siguientes subespecies:
- Nerodia rhombifer blanchardi (Clay, 1938)
- Nerodia rhombifer rhombifer (Hallowell, 1852)
- Nerodia rhombifer werleri (Conant, 1953)